# بريانة
بُرِيَّانَة (بالإسبانية: Burriana)‏، هي إحدى بلديات مقاطعة قسطلونة التي تقع في منطقة بلنسية، في شرق إسبانيا.

## ذِكرُها
ذكرها الإدريسيّ بكتابه نزهة المشتاق في اختراق الآفاق على النحو التالي:

## توأمة
لبريانة اتفاقيات توأمة مع:
- فياريال

## أعلام
- خوان غريس
- فيسنتي إنريكه وتارانكون
- أمادو غرانل